# 柳毅井
柳毅井，位于湖南省岳阳市君山岛龙舌山山隅东侧，传说中为“柳毅传书”入龙宫处，为根据神话传说建造的古代建筑。

## 构造
井用花岗岩垒砌而成，一层井台与地面齐平，二层井台低0.8米，长5米，宽3.5米。中间为井体。紧靠井台的后侧有传书亭，上悬“传书亭”的竖匾，为曹瑛书写。原井边有橘树，又名橘井，古橘树现已不存。

## 历史
井的年代为宋——清，历代均有修葺，1980年，该井经浚治，并全面维修。1996年被列为湖南省级文物保护单位。

## 神话传说
传说唐朝时一湖北书生柳毅进京赶考落榜归途中，在涇陽遇到了受到虐待的洞庭湖龙王三公主，柳毅叩橘树进入洞庭龙宫，传书给洞庭湖龙王。最终公主获救，爱上柳毅，两人结为夫妻。